# Лоренс (Мічиган)
Лоренс (англ. Lawrence) — селище (англ. village) в США, в окрузі Ван-Б'юрен штату Мічиган. Населення — 964 особи (2020).

## Географія
Лоренс розташований за координатами 42°12′54″ пн. ш. 86°3′27″ зх. д. / 42.21500° пн. ш. 86.05750° зх. д. (42.214901, -86.057365).  За даними Бюро перепису населення США в 2010 році селище мало площу 4,56 км², з яких 4,44 км² — суходіл та 0,13 км² — водойми.

## Демографія
Згідно з переписом 2010 року, у селищі мешкало 996 осіб у 371 домогосподарстві у складі 251 родини. Густота населення становила 218 осіб/км².  Було 436 помешкань (96/км²).
Расовий склад населення:
| - 79,4 % — білих - 1,4 % — чорних або афроамериканців - 0,6 % — корінних американців - 0,1 % — азіатів - 15,6 % — осіб інших рас |

До двох чи більше рас належало 2,9 %. Частка іспаномовних становила 27,2 % від усіх жителів.
За віковим діапазоном населення розподілялося таким чином: 32,0 % — особи молодші 18 років, 58,9 % — особи у віці 18—64 років, 9,1 % — особи у віці 65 років та старші. Медіана віку мешканця становила 31,7 року. На 100 осіб жіночої статі у селищі припадало 102,0 чоловіків;  на 100 жінок у віці від 18 років та старших — 95,1 чоловіків також старших 18 років.
Середній дохід на одне домашнє господарство  становив 34 579 доларів США (медіана — 25 700), а середній дохід на одну сім'ю — 40 638 доларів (медіана — 35 469). Медіана доходів становила 42 083 долари для чоловіків та 35 167 доларів для жінок. За межею бідності перебувало 34,5 % осіб, у тому числі 39,6 % дітей у віці до 18 років та 14,7 % осіб у віці 65 років та старших.
Цивільне працевлаштоване населення становило 318 осіб. Основні галузі зайнятості: освіта, охорона здоров'я та соціальна допомога — 27,0 %, виробництво — 24,2 %, роздрібна торгівля — 11,9 %, фінанси, страхування та нерухомість — 6,6 %.